# San-Antonio chez les « gones »
San Antonio chez les « gones » est un roman publié en novembre 1962 par Frédéric Dard sous le nom de plume de San-Antonio. Il a fait l'objet d'une adaptation en bande dessinée par Michaël Sanlaville en 2018 (Casterman).
Chez l’éditeur Fleuve noir, il porte d’abord le numéro 321 de la collection « Spécial Police », puis en 1973 le numéro 13 de la collection « San-Antonio ».

## Résumé
Dans le petit village de Grangognant-au-Mont-d'Or, aux alentours de Lyon, deux élèves de l'école ont disparu, et leur instituteur a été retrouvé assassiné. Le commissaire San-Antonio décide donc de s'y rendre pour élucider le mystère. Il charge Bérurier de se faire passer pour le nouvel instituteur, afin de mieux mener son enquête.
Le jour où l'inspecteur de l'Éducation nationale se présente, il a la surprise de découvrir l'instituteur Bérurier tapant le carton avec ses élèves et faisant circuler le kil de rouge.

## Personnages
- Le commissaire San-Antonio.
- L'inspecteur Alexandre-Benoît Bérurier.

## Anecdotes
Le roman a fait l'objet d'une critique dans Mystère Magazine n°181 en février 1963.

## Adaptations

### Au théâtre
Le roman a fait l'objet d'une adaptation au théâtre par Bruno Fontaine en 2013,. Le spectacle est mis en scène par Elisabeth Diamantidis.

### En BD
Le roman fait l'objet d'une adaptation en bande dessinée par Michaël Sanlaville en 2018 (éditions Casterman),,.